# Pangon Island
Die Pangon Island ist eine Binneninsel im Gambia-Fluss im westafrikanischen Staat Gambia.

## Geographie
Die Insel Pangon Island liegt unmittelbar flussabwärts von Janjanbureh Island und ist knapp 2,7 Kilometer lang und an der breitesten Stelle ungefähr einen Kilometer breit. Die Insel liegt nahe dem rechten Ufer des Gambia, so dass nur ein schmaler Kanal bleibt. Das Fahrwasser des Flusses ist ungefähr 150 Meter breit und fünf bis zehn Meter tief.